# Boana crepitans
Boana crepitans é uma espécie de anfíbio da família Hylidae. Pode ser encontrada no Brasil, Colômbia, Panamá, Venezuela, Guiana, Suriname, Guiana Francesa e Trinidad e Tobago.